# اندیس قلعه گبری
قلعه گبری یک اندیس غیرفلزی است که در حوالی شهر قم استان قم قرار دارد و مادهٔ معدنی موجود در آن، خاک سرخ است. و دیرینگی آن به دوران ائوتا پلیوسن می‌رسد. 